# HD 12139
HD 12139，又名BD+20 322，SAO 75077、HR 577，是一颗恒星，视星等为5.87，位于銀經143.55，銀緯-39.07，其B1900.0坐标为赤經1h 54m 2.5s，赤緯+20° -39.07′ 22″。